# Miltochrista mosbacheri
Miltochrista mosbacheri är en fjärilsart som beskrevs av Ulrich Roesler 1967. Miltochrista mosbacheri ingår i släktet Miltochrista och familjen björnspinnare. Inga underarter finns listade i Catalogue of Life.